# Thorsten Schmugge
Thorsten Schmugge (* 13. Oktober 1971 in Garmisch-Partenkirchen) ist ein ehemaliger deutscher Fußballspieler und heutiger -trainer. Er bestritt insgesamt 147 Zweitligaspiele, in denen er sieben Tore erzielte.

## Karriere
Thorsten Schmugge kam mit zehn Jahren in die Nachwuchsabteilung des VfL Bochum und durchlief dort sämtliche Jugendmannschaften. Mit der Bochumer A-Jugend gewann er 1989 den DFB-Jugend-Kicker-Pokal und spielte anschließend bei der VfL-Amateurmannschaft in der Oberliga Westfalen. 1991/92 stand er auch im Kader des Bundesliga-Teams, kam dort aber nicht zum Einsatz.
1992 wechselte er zum Wuppertaler SV, der gerade aus der Oberliga Nordrhein in die 2. Bundesliga aufgestiegen war. Dort kam er am 25. Juli 1992 zu seinem Punktspieldebüt als Fußballprofi und konnte sich fortan in der Mannschaft etablieren. Mit dem WSV-Team um die erfahrenen Dirk Pusch, František Straka und Torjäger Michael Tönnies erreichte er den Klassenerhalt. Die folgende Saison verlief weniger erfolgreich: Am Ende stand der Abstieg in die Oberliga und Thorsten Schmugge verließ den Verein Richtung 1. FC Saarbrücken. Bei den Saarländern war er ebenfalls Stammspieler, schloss sich aber bereits nach einer Spielzeit ein zweites Mal dem VfL Bochum an. Mit dem VfL konnte er am Saisonende 1995/96 den Aufstieg in die Bundesliga feiern, war aber nur acht Mal zum Einsatz gekommen. Schmugge ging nach Schottland zu Hibernian Edinburgh, wo er am 21. September 1996 zu seinem ersten und einzigen Ligaeinsatz kam. Noch im selben Jahr kehrte er wieder zurück nach Deutschland, wo er sich dem westfälischen Oberligisten DJK TuS Hordel anschloss. 1997 trat er bei der SG Wattenscheid 09 seine letzte Profistation an, die gerade unter Trainer “Jupp” Tenhagen in die zweite Bundesliga aufgestiegen war. Mit dem 09ern stieg er 1998/99 wieder in die Regionalliga ab.
Von 2000 bis 2002 spielte Thorsten Schmugge für den KFC Uerdingen 05 in der Regionalliga Nord, nach gescheiterten Vertragsverhandlungen mit dem KFC und fehlenden Angeboten aus der 2. Bundesliga unterschrieb er schließlich einen Vertrag beim niedersächsischen Oberligisten SV Wilhelmshaven. 2003 ging er zum Ligakonkurrenten Kickers Emden.
2005 wechselte er zum VfB Speldorf, der gerade in die Oberliga Nordrhein aufgestiegen war. Drei Jahre wurde die Klasse gehalten, ehe man 2008 in die Niederrheinliga abstieg. In seinem letzten Jahr beim VfB Speldorf konnte Schmugge mit seiner Mannschaft noch einmal einen beachtlichen Erfolg feiern, als man im Niederrheinpokalfinale als Sechstligist Rot-Weiss Essen mit 2:1 schlug. Speldorf war damit für den DFB-Pokal 2009/10 qualifiziert. Thorsten Schmugge beendete in dem Sommer seine Spielerkarriere und wurde Trainer des Verbandsligisten ASC 09 Dortmund, wo er jedoch bereits im September 2009 entlassen wurde.